# Buprestis splendens
Buprestis splendens é uma espécie de escaravelho da família Buprestidae.
Pode ser encontrada nos seguintes países: Albânia, Áustria, Bielorrússia, Dinamarca, Espanha, Finlândia, Grécia, Polónia, Rússia, Sérvia e Suécia.

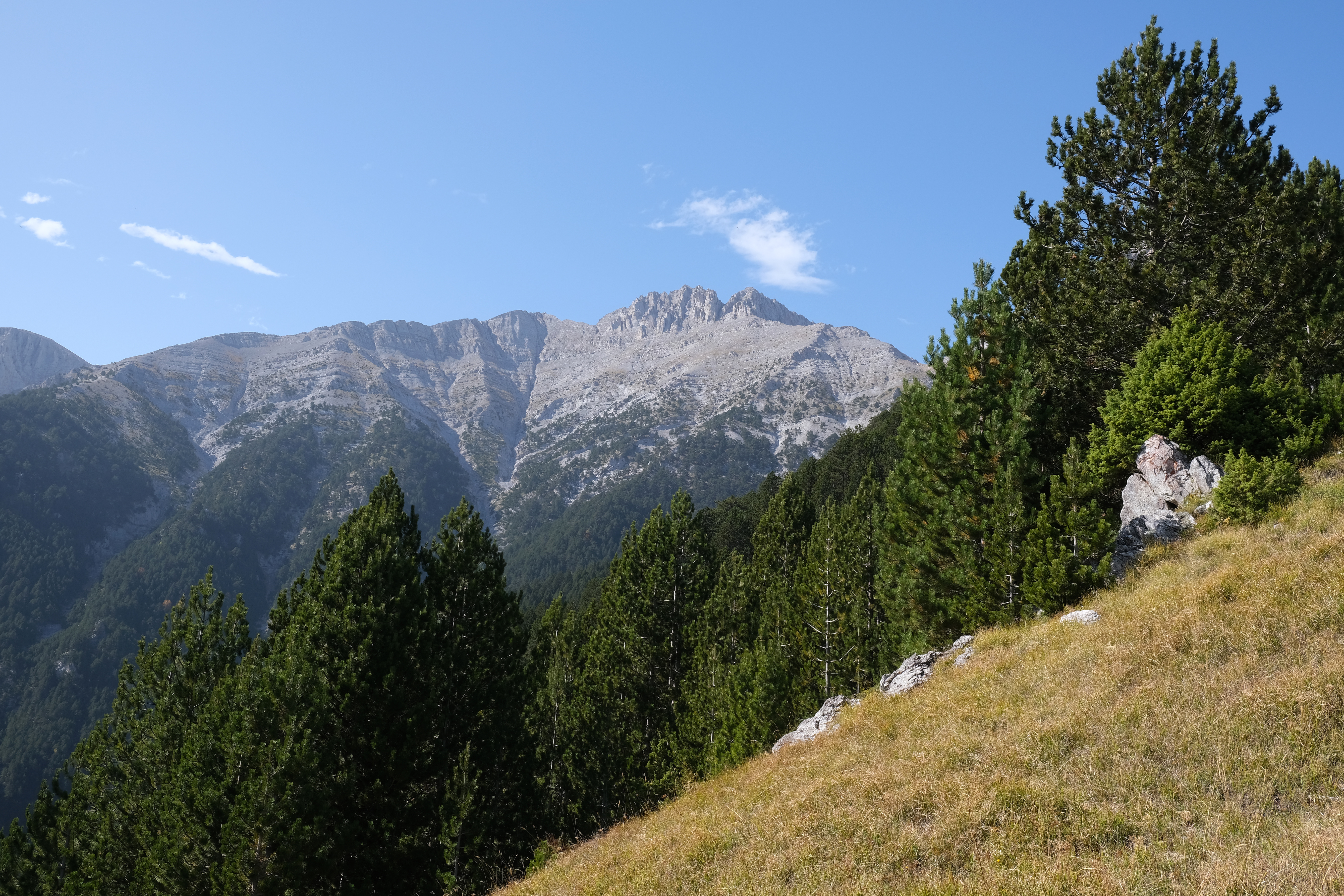
Vista de locais onde existe população deste escaravelho

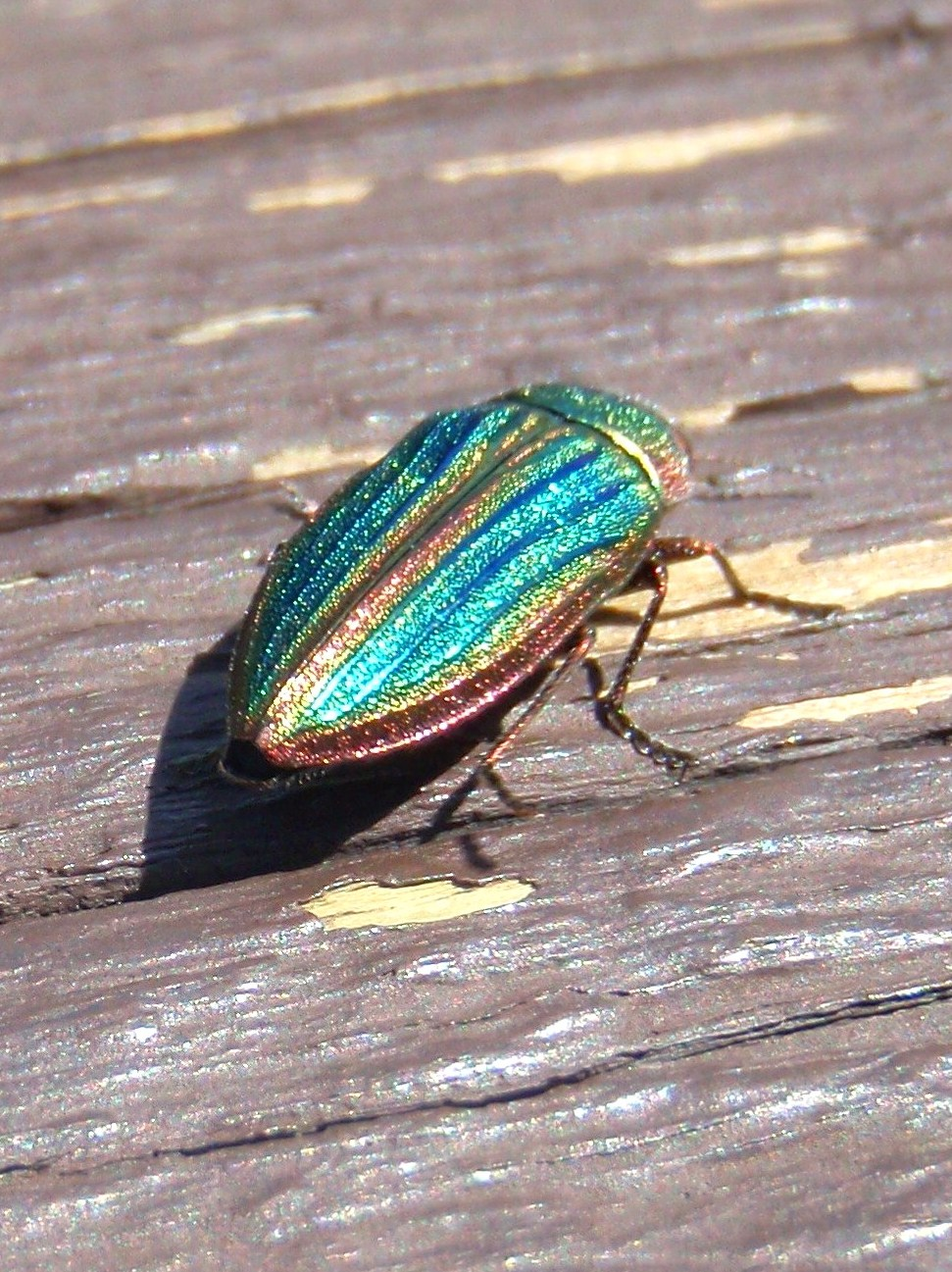